# Faustin Ens

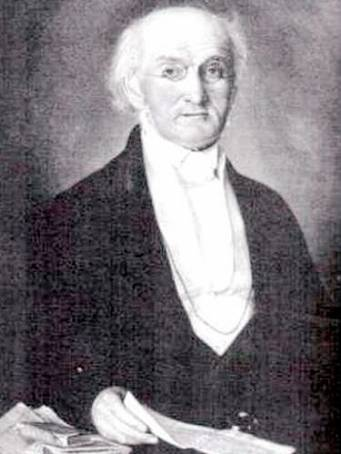
Faustin Ens

Faustin Ens (* 15. Februar 1782 in Rothweil am Kaiserstuhl; † 5. März 1858 in Bregenz, Vorarlberg) war ein deutscher Gymnasiallehrer und Landvermesser. Er war einer der Gründer des Schlesischen Landesmuseums in Troppau.

## Leben
Die Mutter Eleonora Weisenhorn und der Vater Stanislaus Ens betrieben einen kleinen Bauernhof mit Obst, Äckern, Vieh und Reben – eine fast autarke Ökonomie. Zur Geburt wurde der Name „Johan Babista Faustin Ens“ in das Geburtenregister eingetragen.
Bereits der Vater – eventuell auch der Großvater – waren Lehrer und Landwirte. Seine vielseitigen Erfahrungen mit Natur, Dorfgeschichte, Landwirtschaft, Kirchengemeinde und Erziehung waren sicherlich starke Dispositive für alle künftigen Entscheidungen. 1793 besuchte er mit elf Jahren die höhere Schule in Breisach und bestand 1802 das Abitur. In Freiburg an der Albert-Ludwigs-Universität studierte er Rechtswissenschaften und Philosophie. Diese Zeiten waren in Süddeutschland stark durch die Französische Revolution und durch die gegen das revolutionäre und dann bonapartistische Frankreich gerichteten Koalitionskriege geprägt. Die für ihn wie auch für seine Brüder reservierten Dorfschullehrer-Stellen wurden zurückgestellt und nie beansprucht.
Faustin Ens wurde 1807 als Privatlehrer von einer wohlhabenden Adelsfamilie in Troppau angestellt. 1813 trat er als Vertretungslehrkraft in das deutsche Gymnasium des österreichisch-schlesischen Troppau ein. Er unterrichtete dort bis zu seiner Pensionierung. In diesem Gymnasium beeinflusste er viele seiner Schüler, die später auch außerhalb Mährisch-Schlesiens bekannt wurden, darunter:
- Cyprián Lelek, Aktivist, Autor der „mährischen“ Fibel und ein Mitglied der Frankfurter Nationalversammlung.
- Eduard von Badenfeld, Autor von Theaterstücken und Romanen über die Tiroler Geschichte, Reiseberichte und philosophische Überlegungen, die damals hoch geschätzt wurden
- Gregor Mendel, Entdecker der genetischen Gesetze
- Antonín Vašek (Vater Petr Bezruč), Professor und Forscher, Herausgeber vom „Opavský Besedník“ (deutsch: Troppauer Nachrichten) und Organisator des Lagers auf dem Berg Ostrá hůrka bei Chabičov im Jahr 1869
- Pavel Křížkovský, Gründer der tschechischen Chormusik in Mähren
- Ferdinand Galke, Künstler

In den Unterrichtsstunden von Faustin Ens erwarben auch zukünftige Politiker (z. B. Felix von Lichnowsky, Hans Kudlich, J. H. Kudlich), Historiker und Chroniker (Erasmus Kreuzinger) ihre Kenntnisse.
Im Jahr 1814 gründete er mit Joseph Schössler und Franz von Mückusch und Buchberg das Gymnasialmuseum in Troppau, eines der ältesten, wissenschaftlichen Museen im heutigen Tschechien. Erst später hat man begonnen, Nachweise über die geschichtliche Entwicklung Schlesiens zu sammeln, und begann den Aufbau von Sammlungen verschiedener Modelle von Maschinen und Produktionsanlagen. Teil des Museums ist auch eine Bibliothek. Um die Sammlungen und die Bibliothek zu erweitern, wurden vor allem Spenden gesammelt. Die wichtigste Unterstützung kam durch das Adelsgeschlecht von Troppau. Vier Jahre nach der Gründung der Bibliothek waren bereits 6.000 Bücher, Sammlungen von insgesamt 200 Mineralien, 400 Stück von Sammlungen an verschiedenen Insekten, eine nummerierte ornithologische Sammlung mit 1.000 Stück und rund 600 Pflanzen aus Schlesien registriert. 1834 waren in der Bibliothek rund 63 handschriftlich erfasste Dokumente und 13.000 Bücher vorhanden, weiterhin wuchs die Sammlung.
Deshalb kam mit der Zeit großer Platzmangel auf, aber auch finanzielle Sorgen machten dem Museum zu schaffen. Die Gründer mussten oft in die eigene Tasche greifen oder konnten nicht umhin, literarische oder musikalische Werke zu verkaufen. Der Platzmangel wurde am Ende mit dem Umbau der Kapelle des Gymnasiums behoben.
Im Jahr 1821 beschloss der schlesische Landtag, einen Leiter für die Sammlungen zu beschäftigen. Faustin Ens wurde erstrangiger Leiter der Museumsverwaltung, im Jahr 1822 auch des Gymnasiums. Das Museum wurde von Faustin Ens bis ins Jahr 1844 betreut. In diesem Jahr schlug ihn der Tod der engen Freunde Franz Mückoshem von Buchberg und J. J. Schlösser, des Bürgermeisters, nieder. Daher trat er im Sommer 1844 in den Ruhestand und beschloss, aus Troppau in seine süddeutsche Heimat umzuziehen. Am Anfang ließ er sich in Konstanz nieder; ab 1848 lebte er bis zu seinem Tod im eigenen Haus in Bregenz.
Dort entwickelte er eine aktive berufliche Tätigkeit, die zur Gründung des Vorarlberger Landesmuseums führte. Er selbst behielt zahlreiche Kontakte mit Troppauer Persönlichkeiten bei; dies offenbarte die Neigung zur Stadt und der mährisch-schlesischen Umgebung.
Für die Bedürfnisse seiner Schüler schrieb er das Lehrbuch „Abriss der physischen Geographie“ und konstruierte ein Modell der Erde. Weitere seiner pädagogischen Lehrpläne wurden Teil des gymnasialen Museums. In seinem privaten Anwesen verfasste er zahlreiche Schriften; diese dienten als Vorbereitung für den Unterricht: „Wegweiser in das Reich der Mineralogie“ sowie „Späne zur Geschichte und Geographie“. Ens war bei seinen Schülern sehr beliebt; in seinem Anwesen wurden zahlreiche Briefe von ehemaligen Studenten gefunden. Kurz vor seiner Pensionierung im Jahre 1844 hatten ihm die Schüler deshalb einen Pokal mit der Widmung „OPTIMO MAGISTRO DISCIPULI GRATISSIMI“ (lateinisch für: Die dankbarsten Schüler ihrem besten Lehrer) geschenkt.
Neben seinem Lehramt widmete er sich der wissenschaftlichen Arbeit auf dem Gebiet der Geschichte und des um die Mitte des zweiten Jahrzehnts für die mährisch-schlesische Landschaft aufgekommenen Interesses für Land, Lebensweise, Kultur, Sprache und Geschichte. Es wird vermutet, dass Ens anonym Artikel für eine Brünner Zeitschrift für gebildete Menschen geschrieben hat, z. B. „Troppau und dessen Umgebung“. Sein wissenschaftliches Hauptwerk war die aus vier Bänden bestehende Monographie Das Oppaland.

## Werke  (Auswahl)
- Das Oppaland, oder der Troppauer Kreis, nach seinen geschichtlichen, naturgeschichtlichen, bürgerlichen und örtlichen Eigenthümlichkeiten.
  - Band 1: Geschichte des Herzogthums Troppau. Wien 1835 (Digitalisat)
  - Band 2: Geschichte der Stadt Troppau. Wien 1835 (Digitalisat)
  - Band 3: Beschreibung des Oppalandes und seiner Bewohner im Allgemeinen. Wien 1836 (Digitalisat)
  - Band 4: Ortsbeschreibungen der Fürstenthümer Jägerndorf und Neisse österreichischen Antheils und der Mährischen Enclaven im Troppauer Kreise, Wien 1837 (Digitalisat)

als Koautor
- zusammen mit Pantaleon Rosmann: Geschichte der Stadt Breisach. Friedrich Wagner’sche Buchhandlung, Freiburg im Breisgau 1851 (Digitalisat)